# Josef Becker (Unternehmer)
Josef Becker (* 14. Juli 1897 in Oberspay, heute Spay; † 20. August 1973) war ein deutscher Unternehmer und Erfinder im Bereich des Schiffbaus. Er gründete 1934 die Schottel-Werft in Spay am Rhein, aus der die heutige, weltweit tätige Schottel Industries GmbH hervorging. Anfang der 1950er Jahre entwickelte er den um 360 Grad drehbaren Schottel-Ruderpropeller, der ein separates Ruder überflüssig macht, da sich mit ihm die gesamte Kraft eines Schiffsmotors sowohl für den Antrieb als auch zur Steuerung nutzen lässt. Für seine 1955 patentierte Erfindung wurde er 2004 posthum mit dem Elmer A. Sperry Award für innovative Ingenieursleistungen im Transportwesen ausgezeichnet.